# Wilfried Fuhrmann
Wilfried Fuhrmann  (* 29. Oktober 1945 in Kiel) ist ein deutscher Wirtschaftswissenschaftler und ehemaliger Professor. 

## Leben
Seit dem Examen 1971 ist er Diplom-Volkswirt an der Universität Kiel. Nach der Promotion 1976 zum Dr. sc. pol. und der Habilitation 1986 an der Universität Kiel war er von 1987 bis 1990 Professor für Volkswirtschaftstheorie, Wirtschaftspolitik und Finanzwissenschaft an der Universität Linz. Von 1990 bis 1995 war er Professor für Internationale Wirtschaftsbeziehungen an der Universität Paderborn. Von 1995 bis 2011 war er Professor an der Universität Potsdam, WiSo-Fakultät, Lehrstuhl für Wirtschaftstheorie, insb. Makroökonomische Theorie und Politik.
Fuhrmann ist im Vorstand des Deutsch-Aserbaidschanischen Forums.

## Schriften (Auswahl)
- Die Aktivastruktur deutscher Banken. Berlin 1978, ISBN 3-428-04088-0.
- Makroökonomik. Zur Theorie interdependenter Märkte. München 1991, ISBN 3-486-21267-2.
- Geld und Kredit. Prinzipien monetärer Makroökonomik. München 1994, ISBN 3-486-23025-5.
- mit Kariem el-Ali und Marius Clemens: Eine Golf-Währungsunion. Potsdam 2010, ISBN 978-3-9812422-6-3.